# Symbatios (asociat)
Symbatios (rebotezat Constantin) (n. anii 800 d.Hr. – d. secolul al IX-lea d.Hr.) a fost fiul împăratului bizantin Leon V Armeanul, care l-a desemnat pe Constantin/Symbatios co-împărat în 814. Symbatios a luat parte la un sinod între iconoclaști și iconoduli. A fost dat jos de la putere după asasinarea tatălui său, de Crăciun 820.
Symbatios a fost bunicul împăratului Vasile I Macedoneanul.